# Давинсон Санчес
Давинсон Санчес Мина (на испански: Davinson Sánchez; роден 12 юни 1996 г.) е колумбийски централен защитник, който играе за Галатасарай и националния отбор по футбол на Колумбия.
Санчес започва професионалната си кариера през 2013 г. в тима на Атлетико Насионал.
През 2016 г. преминава в Аякс, а през 2017 г. става част от състава на Тотнъм Хотспър.

## Успехи
Атлетико Насионал
- Категория Примера А: 2013 Aпертура, 2013 Финализасион, 2014 Апертура, 2015 Финализасион
- Копа Коломбия: 2012, 2013
- Суперлига Коломбиана: 2016; финалист: 2014, 2015
- Копа Либертадорес: 2016
- Копа Судамерикана финалист: 2016

Аякс
- Ередивиси вицешампион: 2016 – 17
- Лига Европа финалист: 2016 – 17

Тотнъм Хотспър
- Шампионска лига на УЕФА финалист: 2018 – 19